# Monte de Venus
En la anatomía humana, y en los mamíferos en general, el mons pubis (también conocido simplemente como el mons y conocido específicamente en las mujeres como el monte de Venus o mons veneris, la terminología anatómica lo indica como monte del pubis), es una masa redondeada de tejido graso que se encuentra sobre la sínfisis púbica de los huesos púbicos.
El monte de Venus es una prominencia redondeada de tejido graso que cubre el hueso púbico. Durante la pubertad se recubre de vello. Contiene glándulas secretoras de tipo sebáceo.
En las mujeres, el mons pubis forma la porción anterior de la vulva. Se divide en los labios mayores, a cada lado del surco conocido como la hendidura pudenda, que rodea los labios menores, el clítoris, la uretra, la abertura vaginal y otras estructuras del vestíbulo vulvar.
El tamaño del pubis varía con el nivel de la hormona y la grasa corporal, y es más evidente en las mujeres. Después de la pubertad, generalmente se cubre con el vello púbico y se agranda. El tejido graso del pubis del mons es sensible al estrógeno y forma un montículo bien discernible desde el inicio de la pubertad. Esto empuja la parte delantera de los labios mayores hacia afuera, alejándolos del hueso púbico. Del mismo modo, el pubis mons menudo se vuelve menos prominente con la disminución de los estrógenos corporales experimentados durante la menopausia.
El término mons pubis se deriva del latín "montículo púbico", y mons Venus o mons veneris se deriva del latín para "montículo de Venus".

## Vello pubiano
El monte de Venus tiene una forma triangular invertida, situada en una zona adiposa (grasa subcutánea). Es un acolchado velloso; los vellos pubianos son cortos y gruesos, suelen ser ensortijados, y se disponen en forma de triángulo, con la base sobre el monte de Venus relacionado con el hipogastrio abdominal y el vértice inferior termina en los labios mayores. Los vellos pubianos aparecen en la mujer a inicios de la pubertad, y ya en la adolescencia recubren totalmente al monte de Venus.
Algunas mujeres optan por depilar, tusar o rasurarlo parcialmente o en forma total. Todas las operaciones ginecológicas vienen precedidas por rasurar los vellos pubianos, sin que se haya visto un aumento de infecciones —como una infección urinaria— como consecuencia de rasurar la región púbica.

## Patologías
El edema del monte de Venus es una de las secuelas de la irradiación de la vulva en la radioterapia del abdomen y la pelvis.